# Audrius Rudys

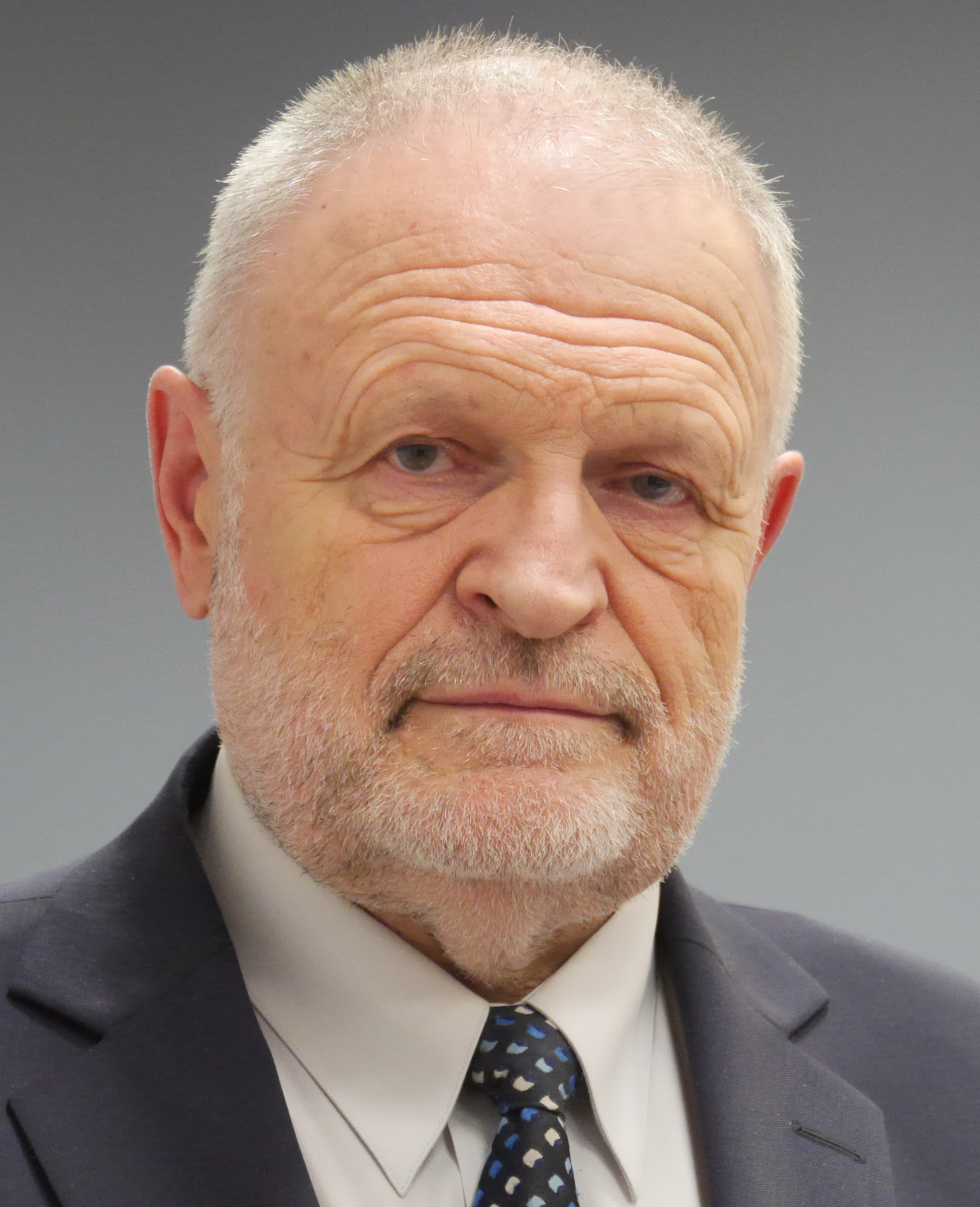
Audrius Rudys

Audrius Rudys (*  6. März 1951 in Vilnius) ist ein litauischer Politiker.

## Leben
Nach dem Abitur von 1958 bis 1969 an der 7. Mittelschule Vilnius absolvierte  er  von 1969 bis 1974 das Diplomstudium an der Vilniaus universitetas und von 1976 bis 1979 die Aspirantur in Leningrad. Er promovierte in Wirtschaftswissenschaft.
Ab 1974 arbeitete er an der Vilniaus universitetas und lehrte danach als Dozent. Von 1990 bis 1996 war er Mitglied im Seimas.
Von 1997 bis 2002 arbeitete er bei AB Lietuvos taupomasis bankas.  Von 1997 bis 2007 war er Mitglied im Stadtrat Vilnius.
Von 1991 bis 2011 war er Mitglied der Lietuvos socialdemokratų partija.